# Термоэрозия

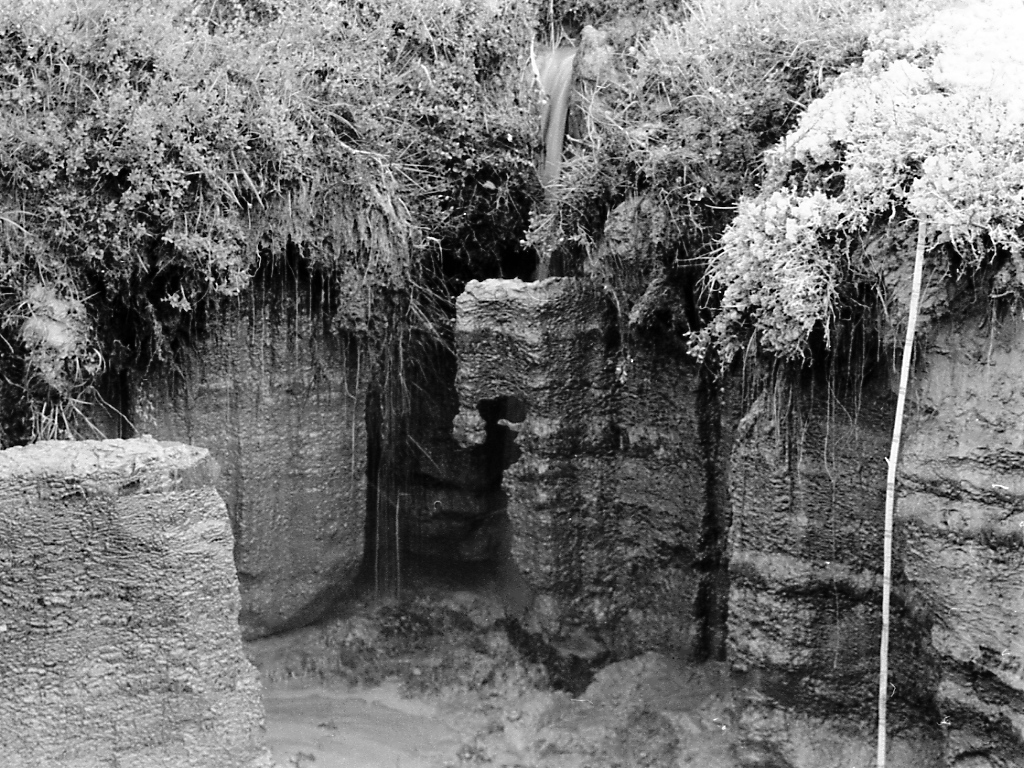
Термоэрозионный врез. Водный поток прорезает льдистый горизонт, мощностью около 2-х метров. Южный Гыдан. 1988 г.

Термоэро́зия— термин, использующийся для обозначения эрозии в области многолетней (вечной) мерзлоты. Своеобразие процесса термоэрозии заключается в сочетании теплового и механического воздействия текущей воды на многолетнемёрзлые горные породы. Определяющими факторами развития термоэрозии являются важнейшие характеристики многолетнемёрзлых пород: температура, литологический состав, льдистость грунтов, форма залегания подземного льда, особенности криотекстуры и пр. Термоэрозия тесно связана с процессами термокарста и термоабразии.

## Естественные факторы развития термоэрозии
Среди естественных факторов развития овражной термоэрозии многие исследователи выделяют:
- усиление поверхностного стока во время снеготаяния;
- увеличение мощности сезонно-талого слоя в отдельные тёплые годы;
- понижение базиса эрозии за счёт врезания долинной сети при термоабразии;
- влияние сгонно-нагонного режима для прибрежных районов.

## Антропогенные факторы развития термоэрозии
Среди факторов, вызывающих овражную термоэрозию в ходе хозяйственного освоения территории, ведущими являются
- нарушение растительного покрова, предохраняющего грунт от размыва и контролирующего глубину протаивания грунтов;
- перераспределение снегонакопления вдоль линейных сооружений и в ветровой тени зданий, приводящее к увеличению поверхностного стока;
- тепловое воздействие сооружений и соответственное увеличение мощности сезонно-талого слоя.

## Тоннельная термоэрозия
На отдельных участках склонов отмечается формирование специфических термоэрозионных форм — узких щелеобразных первичных врезов с вертикальными стенками. Со временем ширина врезов по верху увеличивается и их поперечный профиль приобретает V-образную форму. Процесс образования подобных форм, тоннельная термоэрозия, описан и на Аляске. Развиваются подобные формы на участках с характерным двучленным строением рыхлых отложений, где высокольдистые суглинки и алевриты, мощностью от 2 до 5 метров, подстилаются разнозернистыми песками. После формирования вреза сток проходит по поверхности нижнего слоя. Распластывание водотока по поверхности нижнего слоя с образованием ниш и тоннелей отмечено в Якутии, на Севере Западной Сибири, на Чукотке.

## История изучения
Понятие «тепловой эрозии» было введено В. С. Говорухиным в 1938 году при исследованиях на побережье Тазовской губы. Планомерное изучение процессов термоэрозии началось с конца 50-х годов прошлого века в связи с освоением месторождений углеводородов Севера Западной Сибири. В 1959 году Б. Ф. Косов показал, что

…овраги тундры и лесотундры, как правило, есть результат термоэрозии и привычный термин «овражная эрозия» для области вечной мерзлоты должен звучать как «овражная термоэрозия»
В связи с хозяйственным освоением Крайнего Севера СССР и, особенно, Западной Сибири в 70-е годы, вопросы овражной термоэрозии и антропогенного оврагообразования оказались в первом ряду проблем, возникающих в ходе освоения районов распространения многолетнемёрзлых пород. В ходе начавшихся планомерных исследований термоэрозии выделились четыре основных направления:
- Теплофизическое направление включает в себя работы по изучению теплового взаимодействия мёрзлых пород с водными потоками (А. И. Воейков, Б. Н. Городков, Т. Н. Каплина, В. Л. Суходровский, В. А. Качурин, Ф. А. Аре, Д. В. Малиновский, В. К. Данько, В. Л. Познанин и др.).
- Физико-механическое направление изучает закономерности размыва немёрзлых пород различного состава, строения и свойств (Д. Е. Виленский, Г. С. Золотарёв).
- Гидрологическое направление базируется на изучении влияния гидродинамических параметров водных потоков на эрозию породы. Среди исследований этого направления ведущее место занимают работы П. Е. Мирцхулавы, Г. С. Золотарёва, Н. И. Макавеева, Р. С. Чалова.
- Геолого-географическое направление вскрывает связь эрозии геологическими, геокриологическими, и географическими особенностями различных регионов. Развивалось в работах С. Г. Пархоменко, М. И. Сумгина, С. В. Калесника, С. С. Коржуева, Б. Ф. Косова, Г. С. Константиновой, К. С. Воскресенского[4].